# Ekaterina Trubitsina
Ekaterina Trubitsina es una deportista tayika que compitió en taekwondo. Ganó una medalla de plata en el Campeonato Asiático de Taekwondo de 2006, en la categoría de –55 kg.

## Palmarés internacional
| Campeonato Asiático | Campeonato Asiático | Campeonato Asiático | Campeonato Asiático |
| Año                 | Lugar               | Medalla             | Categoría           |
| ------------------- | ------------------- | ------------------- | ------------------- |
| 2006                | Bangkok (Tailandia) | Medalla de plata    | –55 kg              |